# Pionír élőlény

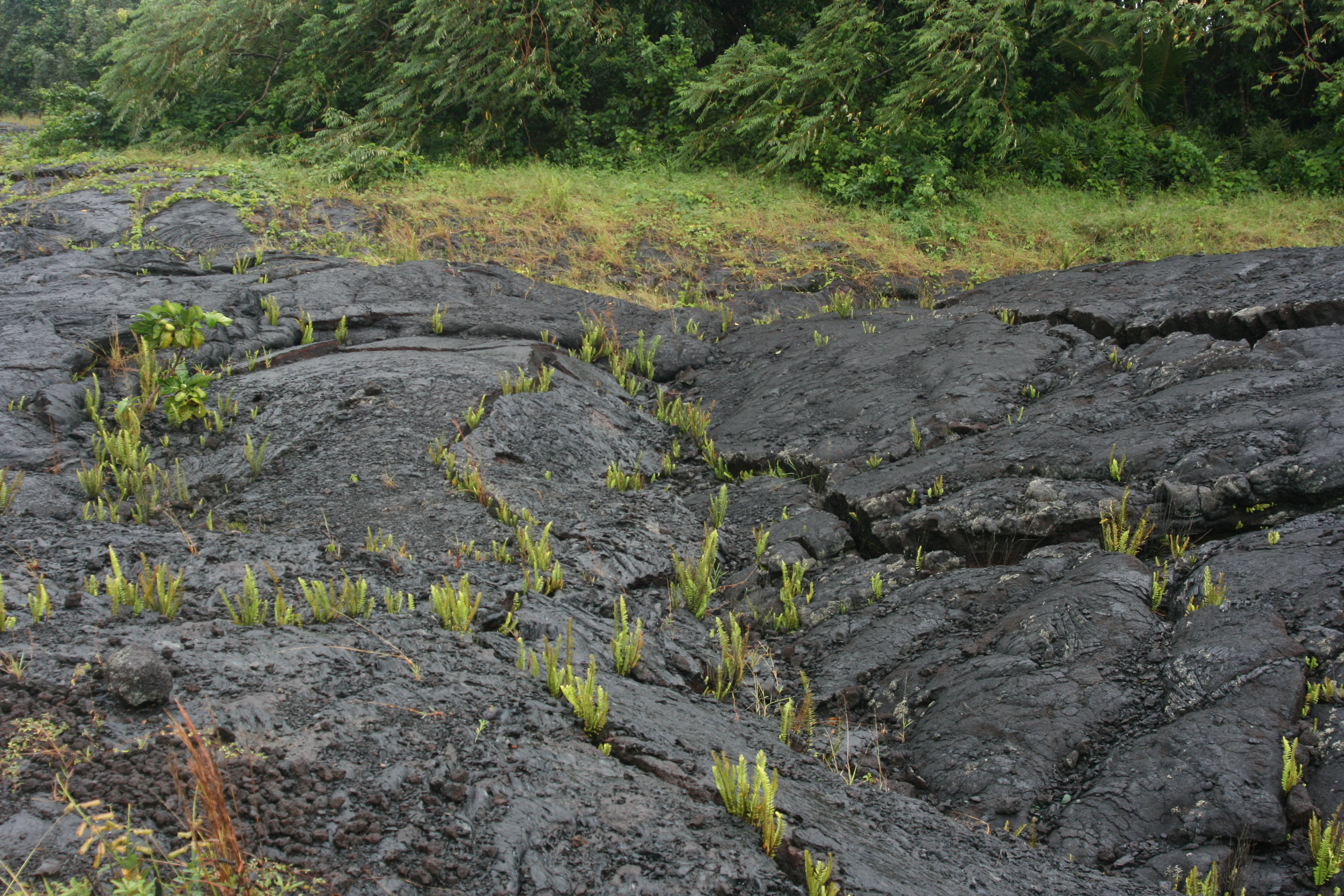
Pionír fajok megjelenése a láván (Hawaii)

Pionírnak az olyan élőlényeket nevezzük, amelyek a pusztulást kiváltó ok megszűntével elsőként jelennek, illetve telepednek meg olyan területeken, amelyekről az élet valamiért kipusztult. A pusztulás oka lehet természetes, így például:
- erdőtűz,
- vulkánkitörés,
- jégborítás;

de lehet mesterséges is, mint például:
- erdőirtás;
- ipari tevékenység.

A valamely területet benépesítő pionír növényfajok együttese a pionír növénytársulás. Mivel a fás növények pionír közösségeinek lombkoronája gyengén zár, ezek a fajok gyakorta korán termőre fordulnak, és a legtöbb évente rendszeresen terem is. A pionír növényfajok magjai általában aprók, és csak rövid ideig csírázóképesek, (a később betelepülő elegyfajoké közepes, a szukcesszió kései fázisában megjelenő klimaxfajok magvai nagyok és sokáig csírázóképesek).
A pionír növénytársulás laza, fajszegény, kiegyenlítetlen, a diverzitása kicsi. Tipikus pionír növénytársulások a Kárpát-medencében:
- nyílt homoki egyéves gyepek,
- nyílt sziklagyepek,
- némely vetési gyomtársulások.

Tipikus pionír fásszárúak:
- erdeifenyő (Pinus sylvestris),
- krími feketefenyő (Pinus nigra var. tatarica),
- európai vörösfenyő (Larix decidua),
- nyír (Betula sp.),
- közönséges boróka (Juniperus communis),